# Shine (álbum de Frida)
"Shine" é o quarto álbum da ex-vocalista do grupo ABBA, Anni-Frid Lyngstad (mais conhecida como Frida). É o segundo trabalho de Frida no idioma inglês.
As gravações começaram em 1 de fevereiro de 1984, no Studios de La Grand Armée, em Paris, e terminaram em 31 de março de 1984. O álbum foi lançado em 11 de setembro de 1984.
Era para ser produzido novamente por Phil Collins, mas devido a muitos compromissos que possuia, o músico acabou sendo impedindo de assumir a produção do álbum. Em seu lugar foi chamdo Steve Lillywhite, mais conhecido pelos seus trabalhos com U2, The Rolling Stones, Peter Gabriel, Morrissey, Talking Heads e outros.
Apesar do álbum ter recebido elogios da critica, ele não obteve grande sucesso de público como o álbum anterior, "Something's Going On".
As pessoas alegam ter sido pelo fato de que o álbum era muito moderno para sua época, o que não é mentira, porém o fato crucial para o álbum ter fracassado nas paradas pelo mundo foi com certeza a má divulgação por parte da gravadora, e a escolha errada de singles. De qualquer forma, Shine  ficou no Top 10 da Suécia, Noruega e Bélgica, e no The Top 20 da Holanda.
O álbum é considerado um tesouro pelos fãs, já que nele possui uma música feita por 3 integrantes do grupo ABBA, a música "Slowly" foi composta por Benny Andersson e Bjorn Ulvaeus e dada para Frida gravar.
Shine traz Frida como compositora na música "Don't Do It", Frida escreveu mais 5 músicas, mas decidiu não colocá-las no álbum, sendo que uma delas, "That's Tough" (com participação do filho de Frida, Hans Fredriksson, na composição), foi lançada no lado B do single de "Shine", e posteriormente na versão remasterizada do álbum.
A versão remasterizada do disco foi lançada pela Universal Music em 2005, trazendo como faixas bônus a versão estendida de "Shine" e a canção "That's Tough".

## ÁLBUM
Faixas
Lado A
1. "Shine" (Kevin Jarvis, Guy Fletcher, Jeremy Bird) – 4:39
2. "One Little Lie" (Simon Climie, Kirsty MacColl) – 3:44
3. "The Face" (Daniel Balavoine, Kirsty MacColl) – 3:40
4. "Twist In The Dark" (Andee Leek) – 3:43
5. "Slowly" (Björn Ulvaeus, Benny Andersson) – 4:34

Lado B
1. "Heart Of The Country" (Stuart Adamson)– 4:38
2. "Come To Me (I Am Woman)" (Eddie Howell, David Dundas) – 5:04
3. "Chemistry Tonight" (Pete Glenister, Simon Climie, Kirsty MacColl) – 4:56
4. "Don't Do It" (Anni-Frid Lyngstad) – 4:37
5. "Comfort Me" (Pete Glenister) – 4:28

## CD REMASTERIZADO - 2005
Faixas
1. "Shine" (Kevin Jarvis, Guy Fletcher, Jeremy Bird) – 4:39
2. "One Little Lie" (Simon Climie, Kirsty MacColl) – 3:44
3. "The Face" (Daniel Balavoine, Kirsty MacColl) – 3:40
4. "Twist In The Dark" (Andee Leek) – 3:43
5. "Slowly" (Björn Ulvaeus, Benny Andersson) – 4:34
6. "Heart Of The Country" (Stuart Adamson)– 4:38
7. "Come To Me (I Am Woman)" (Eddie Howell, David Dundas) – 5:04
8. "Chemistry Tonight" (Pete Glenister, Simon Climie, Kirsty MacColl) – 4:56
9. "Don't Do It" (Anni-Frid Lyngstad) – 4:37
10. "Comfort Me" (Pete Glenister) – 4:28

BONUS
1. "That's Tough" (Anni-Frid Lyngstad, Hans Fredriksson, Kirsty MacColl) - 5:03
2. "Shine" (Extended Mix) (Kevin Jarvis, Guy Fletcher, Jeremy Bird) - 6:31